# 宗形竹見
宗形 竹見（むなかた たけみ、1976年8月14日 - ）は、大井競馬場所属の元騎手、現調教師。最終所属は久保杉利明厩舎。山形県出身、血液型O型、身長166cm。騎手時代の勝負服の柄は胴緑・白山形一文字、袖赤。上山競馬場の宗形健次元調教師は実父。既婚、妻は会社勤めのデザイナー

## 騎手時代
幼少時から騎手を志し、2度目の受験で地方競馬教養センター長期騎手課程に合格も1年半程度で減量苦から中途退学。上山競馬の厩務員、高橋三郎厩舎の厩務員を経て騎手デビュー。1999年6月6日大井競馬第9競走マーガレット特別ニッシヘラで初騎乗（12頭立て12番人気7着）。同年6月25日大井競馬第1競走4歳条件戦4番人気イブキノカラジシで初勝利（10頭立て）。
2002年高橋三郎厩舎から久保杉利明厩舎へ所属変更。
2004年12月8日大井競馬第4競走3歳条件戦（14頭立て）を最低人気の騎乗馬ワイエスタッチで逃げ切り優勝、3連単688万4620円という当時大井競馬史上第2位の高額配当を演出した。
調教師転身のため、2007年5月31日付けで騎手引退。
最終騎乗は5月25日第3回大井競馬第6日第8競走こぎつね座特別（C2三組選抜）12番人気ダイワモントレーで4着（14頭立て）。
地方通算成績は1525戦89勝・2着95回・3着105回・勝率5.8%・連対率12.1%

## 調教師時代
2007年5月23日調教師試験に2度目の受験で合格し、同年6月1日付けで調教師免許取得。当時南関東最年少調教師。
2008年1月7日付けで大井競馬場本場に厩舎開業。当初割当は10馬房。
2008年1月15日大井競馬第2競走4歳条件戦に内田博幸騎乗ツクバネが出走し、管理馬初出走（12頭立て1番人気3着）。
同年1月18日大井競馬第3競走3歳条件戦を戸崎圭太騎乗1番人気ライズアヴェールで勝利し、開業4戦目で初勝利（14頭立て）。
2008年2月18日付けで境共同トレーニングセンターに4馬房の外厩認定を受け、5月30日に更新、9月9日6馬房への変更を承認された。
2009年1月17日第1回中山5日目3歳500万下に坂井英光騎乗メジャーヴィーナスで出走し、中央競馬管理馬初出走（16頭立て13番人気10着）。
2010年2月10日第10回浦和競馬3日目第11競走第2回ユングフラウ賞をバックアタックで優勝（12頭立て3番人気）し、重賞競走出走8戦目で初制覇。
地方通算成績は473戦35勝・2着48回・3着46回・勝率7.4%・連対率17.5%（2010年2月19日現在）
中央競馬1戦0勝

## 主な管理馬
- バックアタック（ユングフラウ賞）
- エターナルモール（ユングフラウ賞）
- メイショウワザシ（くろゆり賞）
- リベイクフルシティ（ゴールドジュニア）
- ティアラフォーカス（船橋記念）[12]
- フリーダム（留守杯日高賞）